# Hony
Hony est un village belge de la commune d'Esneux en province de Liège.
Le village a plusieurs orthographes anciennes dont "Hônî", "Honiers", "Hônîres", etc.

## Étymologie
Hony pourrait venir du proto-germanique "Hon" ou "Hoin" désignant des collines et des zones rocheuses. En vieil allemand ou néerlandais, des mots comme Hohn ou Hune font références à des pierres ou des zones rocheuses. La situation géographique du village appuie cette hypothèse.

## Situation et description
Le village se situe en rive gauche et à l'intérieur d'un méandre de l'Ourthe. Sa position stratégique sur un des cours d'eau donnant un accès à la ville de Liège a fait que dès le XIe siècle une tour de garde (qui servit également ensuite à l'encaissement d'une dîme) y fut construite. Cette tour (qui jusqu'il y a peu était la ferme de la Tour) a été rachetée et transformée pour un autre usage.
Le noyau le plus ancien se trouve en bordure de l'Ourthe entre le pont ferroviaire et le pont routier. Il est composé d'habitations construites soit en pierres calcaire soit en briques depuis la fin du XIXe siècle. Les parties les plus élevées de la localité sont occupées par des constructions plus récentes de type pavillonnaire. On y trouve l'église Saint-Léonard qui date de 1776 et la petite école communale de Hony construite en 1863,.
Le village de Hony compte également une chapelle, la chapelle Sainte-Marie, et un monument aux morts des deux guerres.
La gare ferroviaire de Hony se trouve sur la ligne 43, de Liège (Angleur) à Marloie à proximité du tunnel d'Esneux.

## Vie associative
Depuis 2011, chaque année, le Comité des Jeunes de Hony (devenu depuis 2013, le Comité des Fêtes du Village de Hony) y organise la Fête de la Betchète, la fête du village créée dans les années 1980 par plusieurs villageois lors du 3e week-end d'Août.
Hony a aussi son équipe de football, créée par des jeunes du coin, l'Amicale Footballistique de Hony (AF Hony).
Comme dans beaucoup de villages, Hony a aussi ses mouvements de jeunesse. La 49e unité LCO (guides) et la 13e OA (scouts), si elles forment administrativement deux unités différentes, ne font en fait qu'une seule unité scoute. Un projet d'animation commun s'applique aux deux unités. On ne parle d'ailleurs que de "l'unité de Hony". L'unité de Hony organisait chaque année les 12h vélo de Hony, disparues depuis 3 ans.

## Vie économique
- Boulangerie Labasse
- Pharmacie du Val d'Hony
- Camping Les Murets
- Al Bètchète

## Galerie

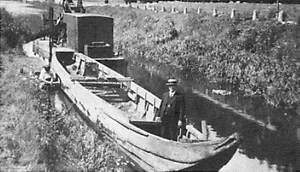
Betchete
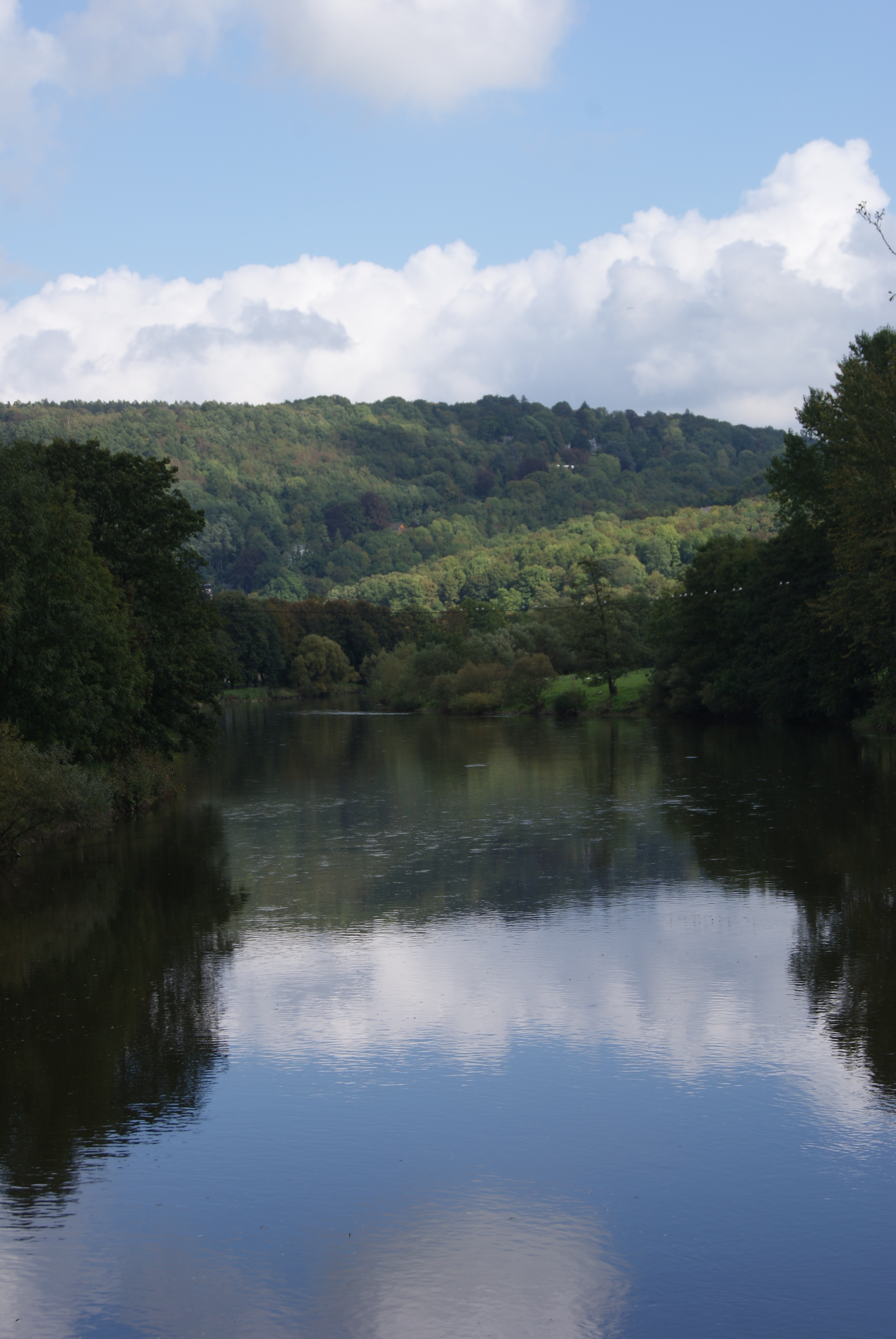
L'Ourthe à Hony - du pont, vers l'aval
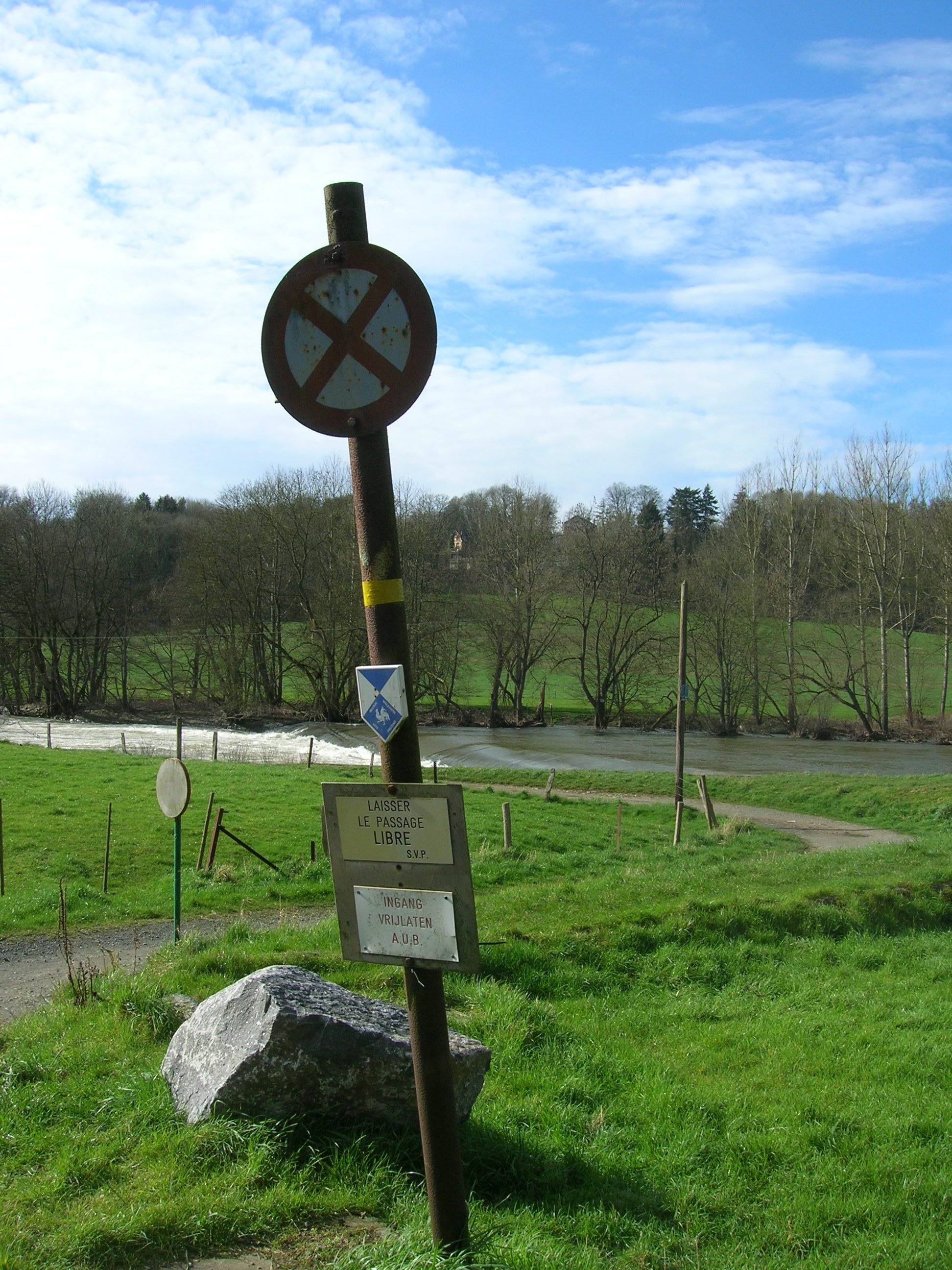
Barrage de Fêchereux
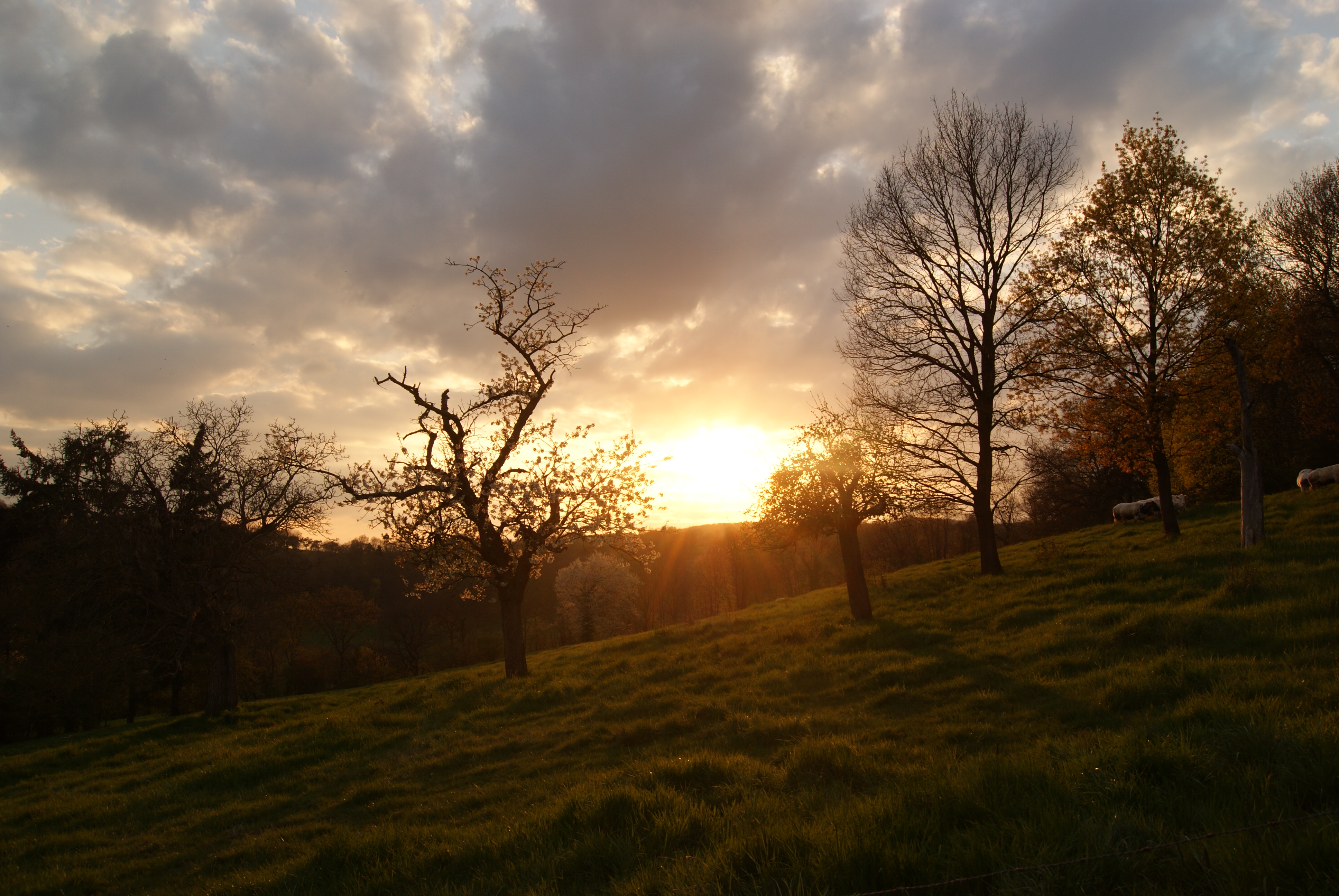
Chemin des Thiers